# てっぺんどこですか?
『てっぺんどこですか?』は、 2017年5月24日から、奈良テレビ放送が制作し、『LINE LIVE』にて放送を開始したトーク・バラエティ番組。略称は「ぺんどこ」。

## 概要
毎回異なるゲストが登場し、トークを展開する。TVNアナウンサーが、毎回交替で番組進行を担当する。本番組には、通常、番組の放送を行う際に必要とされることが多い台本や、打ち合わせ等は一切ない事がTwitterの番組公式アカウントで明かされている。
本番組は、奈良テレビ開局史上初めてのインターネット配信限定のオリジナル番組である。不定期で生配信しており、「LINE」が運営するスマートフォンアプリ『LINE LIVE』、または『LINE LIVE』公式サイト（PC）で見ることができる。生配信後はアーカイブ配信もしている。
タイトルの「てっぺんどこですか?」には、「『LINE LIVE』で配信されている番組の頂点（てっぺん）を目指しながら、その頂点がどこにあるのかを模索しながら番組を届ける」といった意味が込められている。また、タイトル中の「てっぺん」は、放送業界などで「深夜0時」を意味する業界用語でもある。そのため、前述の意味に加えて、「深夜0時（てっぺん）を過ぎてもトークすることができる」といった意味もタイトルに込められている。
2017年5月19日に、本放送開始に先立ってテスト配信が行われた。番組の進行はTVNアナウンサーの裏野佐弥佳と名倉涼が担当し、番組開始の告知や若者言葉にまつわるトークなどの内容を配信した。

## 放送リスト

### 2017年
| #   | 放送日            | 進行               | ゲスト                                        | 備考                                 | URL                                                    |
| --- | ----------------- | ------------------ | --------------------------------------------- | ------------------------------------ | ------------------------------------------------------ |
| 0   | 2017年5月19日(金) | 裏野佐弥佳、名倉涼 |                                               |                                      | https://live.line.me/channels/857811/broadcast/3104297 |
| 1   | 2017年5月24日(水) | 裏野佐弥佳、名倉涼 |                                               |                                      | https://live.line.me/channels/857811/broadcast/3194258 |
| 2   | 2017年6月9日(金)  | 名倉涼             | 茉井良菜（煌めき☆アンフォレント）             |                                      | https://live.line.me/channels/857811/broadcast/3428626 |
| 2.5 | 2017年6月9日(金)  | 名倉涼             | 茉井良菜（煌めき☆アンフォレント）             | #2の番外編。#2の配信終了直後に配信。 | https://live.line.me/channels/857811/broadcast/3429381 |
| 3   | 2017年6月30日(金) | 名倉涼             | 小川真季（気象予報士）                        |                                      | https://live.line.me/channels/857811/broadcast/3774444 |
| 4   | 2017年9月7日(木)  | 熨斗弓子、名倉涼   | チャン・ティ・トゥ・ハー（VTVプロデューサー） |                                      | https://live.line.me/channels/857811/broadcast/5019730 |

## 番組キャラクター
番組公式キャラクターとして、「テツ」と「ペン」の2つのキャラクターが存在する。
外見は人のようなフォルムをしており、頭部は、一見すると白いイカのような形になっている。しかし、この頭部は、タイトル中の「てっぺん」が放送業界で使われる業界用語で「深夜0時」を意味する言葉であることから、0時ちょうどを指している時計の短針と長針をモチーフにしている。短針をモチーフにしているのが「テツ」で、長針をモチーフにしているのが「ペン」である。